# EMD GP30
 је четвороосовинска дизел-електрична локомотива од 1.680 kW (2.250 КС) и са B−B размештајем точкова према Асоцијацији америчких железница. Производила је електромотивна групација Џенерал Моторса из Ла Грејнџа (Илиноис, САД), између јула 1961. и новембра 1963. године. Укупно је произведено 948 јединица за железнице у Сједињеним Америчким Државама и Канади (2 само), укључујући 40 бескабинских  јединица за Јунион Пасифик рејлрод, највећу мрежу железница у САД.
Ова локомотива је била прва EMD дизелска локомотива такозване „друге генерације” (енгл. second generation), а почела је да се производи као одговор на повећање конкурентности новог модела — Џенерал електрикове  —, која је изашла отприлике у исто време када и GP30. Локомотива  лако је препознатљива по свом високом профилу и степенастом крову кабине, што је јединствено међу америчким локомотивама. Одређен број јединица још увек је у служби, у својој оригиналној или прерађеној (поново направљеној) форми.
- 715 у Националном музеју железница у Грин Беју (Висконсин, САД)
- оригинално у власништву Железнице Луивила и Нешвила — Оук Риџ (Тенеси, САД)
- Обнове локомотиве: BNSF #2831, GP39M — предводе ,
- Обнова локомотиве: ,
- Локомотива #2198 Железнице Њу Хоупа и Ајвиланда, у служби Железнице Пенсилваније, тренутно је у дневној служби и вуче туристе до Њу Хоупа (Пенсилваније, САД)